# Средноруско възвишение
Среднору̀ското възвишение (на руски: Среднерусская возвышеность) е възвишение в централната част на Източноевропейската равнина, разположено в югозападната част на Европейска Русия и североизточната част на Украйна. Простира се на протежение около 1000 km, от долината на река Ока (десен приток на Волга) на север до долината на река Северски Донец (десен приток на Дон) на юг. На изток постепенно се понижава към Окско-Донската равнина, а на запад и югозапад – към Средноднепърската равнина. На северозапад се свързва със Смоленско-Московското възвишение, а югоизточната му част носи названието Калачко възвишение, което се свързва с Донското възвишение. Ширината му достига до 500 km. Преобладаващи височини 220 – 250 m, максимална 293 m (53°26′44″ с. ш. 37°27′54″ и. д. / 53.445556° с. ш. 37.465° и. д.), разположена в близост до село Раево, в южната част на Тулска област.
Основата на възвишението представлява докамбрийски фундамент, най-издигнат в средните му части и излиза на повърхността му в долината на река Дон между градовете Павловск и Богучар (Воронежка област). Северните му части са изградени от девонски и карбонски варовици, препокрити с юрски и долнокредни пясъчно-глинести наслаги. Южните му части са съставени от креди и мергели с кредна възраст, препокрити с палеогенски пясъци, глини и пясъчници. На повърхността му повсеместно са разпространени льосовидни и льосови наслаги. Разработват се значителни находища на желязна руда (Курската магнитна аномалия), кафяви въглища и др. Релефът му е ерозионен, силно разчленен (до 1,3 – 1,7 km/km2 и дълбочина от 50 до 100 – 150 m) от оврази, суходолия и речни долини.
Средноруското възвишение е вододел между водосборните басейни на реките течащи към Каспийско, Азовско и Черно море. От него водят началото си множество големи реки:
- към водосборния басейн на Каспийско море – река Ока с притоците си Зуша, Упа, Осьотър (десни), Жиздра (ляв);
- към водосборния басейн на Азовско море – река Дон с десните си притоци Красивая Меча, Сосна, Тихая Сосва, Черна Калитва и Северски Донец с притоците си Харков (десен), Оскол, Красива, Айдар (леви);
- към водосборния басейн на Черно море – левите притоци на Днепър – Ворскла, Псьол с Хорол и Сула и левите притоци на река Десна (ляв приток на Днепър) – Сейм със Свапа, Неруса.[1]

Средноруското възвишение е разположено в горската зона, в подзоната на широколистните гори на север, в лесостепната и степната зона на юг. Почвите са предимно черноземни, а на север – сиви горски. Голяма част от територията му е разорана и се използва за земеделски нужди.

## Национален атлас на Русия
- Средноруско възвишение[2]